# سایان (هند)
سایان (به انگلیسی: Sayan) یک منطقهٔ مسکونی در هند است که در Olpad Taluka واقع شده‌است. سایان ۷ کیلومتر مربع مساحت دارد ۱۹ متر بالاتر از سطح دریا واقع شده‌است.